# Karl Magnus Ziesnitz
Karl Magnus Ziesnitz, född 29 januari 1859 i Karlskrona, död 6 oktober 1901 i Stockholm, var en svensk typograf och politiker.
Karl Magnus Ziesnitz var son till skepparen Johan Julius Ziesnitz och Judith Augusta Wahlgren. Ziesnitz, vars farfar inflyttat från Tyskland kom vid sex års ålder till Stockholm och sattes som tolvåring faderlös i tryckerilära. Efter att ha blivit socialist avskedades han från Isaac Marcus' tryckeri, och arbetade sedan i Östersund, där han bildade en socialdemokratisk partiorganisation och ryckte upp den avsomnade typografklubben. Han var 1890 tillbaka i Stockholm, där han ledde socialdemokraternas kamp mot liberalerna i Typografiska föreningen och bildade den socialistiska Typografiska agitationsklubben. 1892 anställdes han som kassör i Social-Demokraten och åtog sig samtidigt skötseln av norra och mellersta partidistriktets affärer. 1900 blev Ziesnitz partisekreterare, arbetarpartiets första. Han bekämpade på kongressen i Norrköping 1891 Hinke Bergegrens våldsprogram. Han deltog i folkriksdagarna 1893 och 1896 och var ombud på Landsorganisationens konstiuterade kongress 1898, där han förordade fackföreningarnas tvångsanslutning till partiet. Ziesnitz var en rivande kraft, som skapade ordning och stadga i organisation och propaganda. Med sin bistra, mörka uppsyn och sitt hänsynslösa gåpåarhumör, sin stora slagfärdighet och sin lidelse kudne han sätta skräck i sina motståndare. Han kunde också brutalt läxa upp slöa eller berusade arbetare. Han avled i förtid av en stroke.

## Fotnoter
1. ↑  läs online, www.socialdemokraterna.se , läst: 10 juli 2023.[källa från Wikidata]